# The way we used to live
The way we used to live is een livealbum van Tim Bowness met zijn begeleidingsband Samuel Smiles. Het is opgenomen tijdens een optraden in Cambridge (Folk Club) op 3 december 1999. De muziek werd daarbij direct op compact disc gezet en vervolgens gekopieerd. 

## Musici
- Tim Bowness – zang
- Mike Bearpark – gitaar
- Peter Chilvers – piano, drummachine
- Myke Clifford - saxofoon, dwarsfluit, percussie

## Muziek
| Nr. | Titel                                                  | Duur |
| --- | ------------------------------------------------------ | ---- |
| 1.  | Dreaming of Babylon (Bowness)                          | 5:00 |
| 2.  | Fly/Black eyed dog (Nick Drake)                        | 7:54 |
| 3.  | Bottleneck (Bowness, Bearpark, Os)                     | 4:43 |
| 4.  | Watching intro/Watching (over me) (Bearpark, Clifford) | 5:36 |
| 5.  | World of bright futures (Bearpark, Bowness, Chilvers)  | 6:40 |
| 6.  | Never lose control (Bearpark, Bowness)                 | 2:40 |
| 7.  | Beaten by love (Bowness)                               | 3:44 |
| 8.  | All that you are (Bowness)                             | 4:16 |
| 9.  | Brightest blue (Bowness)                               | 4:17 |

Bij de persing (9 tracks) werd besloten een tweetal nummers met andere samen te voegen. Ze staat wel apart op de tracklist achter op het album vermeld (11 nummers). 

## Live archive two
In 2003 verscheen Live archive two, hetzelfde album, maar dan met een aantal bonustrcks uit hetzelfde concert, via Burning Shed.

| Nr. | Titel                                                 | Duur |
| --- | ----------------------------------------------------- | ---- |
| 1.  | Dreaming of Babylon (Bowness, Chilvers)               | 5:00 |
| 2.  | Fly (Drake)                                           | 3:04 |
| 3.  | Black eyed dog (Drake)                                | 4:50 |
| 4.  | Bottleneck (Bearpark, Bowness)                        | 4:42 |
| 5.  | Watching intro (Bearpark, Clifford)                   | 1:13 |
| 6.  | Watching (Over me) (Bowness)                          | 4:23 |
| 7.  | World of bright futures (Bearpark, Bowness, Chilvers) | 6:40 |
| 8.  | Never lose control (Bearpark, Bowness)                | 2:40 |
| 9.  | Beaten by love (Bowness)                              | 3:44 |
| 10. | All that you are (Bowness)                            | 4:16 |
| 11. | Brightest blue (Bowness)                              | 4:18 |
| 12. | Sorry looking soldier (Bowness)                       | 4:26 |
| 13. | Something of you (Bowness, Chilvers)                  | 3:40 |
| 14. | Talk simple (Bowness, Chilvers)                       | 4:06 |
| 15. | Says in trees (Bowness, Wilson)                       | 2:27 |
| 16. | I can’t read (Reeves Gabrels, David Bowie)            | 3:46 |
| 17. | Black eyed dog II (Nick Drake)                        | 4:18 |

I can't read van Gabrels en Bowie was origineel voor Tin Machine.